# El otro (telenovela)
El otro es una telenovela mexicana que se transmitió por el Canal 4 de Telesistema Mexicano de Televisa en 1960, con 30 episodios de 30 minutos de duración. Producción de Ernesto Alonso. Protagonizada por Julio Alemán y Amparo Rivelles.

## Trama
Nos lleva a la vida de una notable familia la hija mayor Hada (Amparo Rivelles) y su hermana menor llamada Natalia (Anita Blanch) quienes se quieren con amor de hermanas. En una fiesta y al leerle las cartas a Hada le dicen que su orgullo será su destrucción ella se lo toma de juego sin obedecer a aquella predicción pues ella no cree en eso. En esa misma fiesta llega un nuevo minero llamado Rafael (Julio Alemán) quien rápidamente se siente atraído por aquella arrogante mujer que es Hada. Esa misma noche para lo de aquella predicción la hermana de Hada le confiesa a Víctor (Eduardo Alcaraz) que siente algo por el pero el no se cree corresponder a su amor por ser el novio formal de Hada. Pero caen en la tentación y él le quita la virginidad a Natalia. Cuando Hada descubre lo que sucedió con su hermana y su novio los obliga ha casarse con su hermana pero él aún la ama. Natalia quedó embarazada de Víctor y por eso les exige casarse lo más pronto posible pero él aún no quiere pero al final si se casan pero él buscará un motivo para dejar a Natalia. Hada se preocupa y se inventa un romance con Rafael pues la ha estado acortejando desde la fiesta.
Una noche Natalia se embriaga por la amenaza de Víctor de abandonarla. Víctor la sigue y Hada le esconde que Natalia se embriagó pues la podía abandonar y viéndose presionada inventa que ella y Rafael se van a casar, Víctor no les cree y ella le dice que sí hasta le dice la fecha establecida.
Al final Hada y Rafael se casan. Pero Hada aun siente algo por Víctor pero su orgullo no lo deja confesarlo. Rafael intentará enamorarla pero se convertirá en "El Otro" en la vida de Hada. Ambos orgullosas crearán conflictos en su relación pero al final se enamorarán ante este "Orgullo de Mujer".

## Elenco
- Julio Alemán - Rafael.
- Amparo Rivelles - Hada.
- Anita Blanch - Natalia.
- Isabel Blanch
- Eduardo Alcaraz - Víctor
- Germán Robles
- Olivia Mitchel
- Antonio Raxel
- Aurora Molina
- Mauricio Garcés
- María Idalia
- Carlos Navarro

## Producción
- Historia Original: Caridad Bravo Adams
- Adaptación: Caridad Bravo Adams
- Director general: Germán Robles
- Producción: Ernesto Alonso

## Versiones
- El otro  Perú 1962 con Ricardo Blume y Teté Rubina.
- Televisa realizó en el año 1999 un remake de esta telenovela titulado Por tu amor bajo la producción de Angelli Nesma y protagonizada por Gabriela Spanic y Saúl Lisazo.

- Datos: Q5825991